# آکاسیای آدوکسا
آکاسیای آدوکسا (نام علمی: Acacia adoxa) نام یک گونه از سرده آکاسیا است.